# Agrodiaetus afghanica
Agrodiaetus afghanica är en fjärilsart som beskrevs av Forster 1973. Agrodiaetus afghanica ingår i släktet Agrodiaetus och familjen juvelvingar. Inga underarter finns listade i Catalogue of Life.